# Leopold Fleischmann
Leopold Ludwik Fleischmann (ur. 15 listopada 1876, zm. 23 maja 1924 we Lwowie) – polski urzędnik bankowy, działacz społeczny na rzecz młodzieży.

## Życiorys
Urodził się 15 listopada 1876. Był synem Węgra i Polki. Ojca stracił mając sześć lat, a matkę w wieku 26 lat. Czuł się Polakiem. Do 1894 kształcił się na snycerza w C. K. Państwowej Szkole Przemysłowej we Lwowie. Przed 1914 pracował jako inkasent bankowy Banku Austro-Węgierskiego. Po wybuchu I wojny światowej od 30 sierpnia 1914 przebywał w Bielsku.
Mając 19 lat w 1895 rozpoczął we Lwowie działalność wśród młodzieży, którą prowadził do końca życia – przez niespełna 30 lat. Wychowany w głębokiej wierze katolickiej, nie posiadając nawet średniego wykształcenia, dzięki wrodzonym zdolnościom organizacyjnym i pedagogicznym kształtował młodzież. Powołał do życia stowarzyszenie młodzieży, któremu poświęcił się całkowicie, w tym własne środki materialne. W swojej działalności współpracował ze lwowskim kościołem katolickim oraz z zakonnikami dominikańskimi. Początkowo stowarzyszenie było nieliczną grupą, później stale przekraczała 100 członków, pochodzących z różnych warstw społecznych, lecz głównie z szeregów gimnazjalistów i uczniów rękodzielniczych. Organizacja nie posiadała własnego statutu, jednak opierała się na programie zasad. W czasie, gdy nie istniało jeszcze harcerstwo ani kluby sportowe, Fleischmann zaoferował członkom stowarzyszenia różnorodny program zajęć pozaszkolnych odpowiadający zainteresowaniom i potrzebom młodych ludzi, m. in. ćwiczenia i gry sportowe, różne rozrywki, wycieczki krajoznawcze, zwiedzanie interesujących miejsc. Zachęcał także młodzież do udziału w uroczystościach patriotycznych i religijnych. Członkowie stowarzyszenia w dalszym życiu dochodzili do wysokich stanowisk i funkcji w życiu publicznym.
Po powrocie do Lwowa i po odzyskaniu przez Polskę niepodległości w 1918 został zatrudniony we lwowskim oddziale Polskiej Krajowej Kasy Pożyczkowej do 1924. W tym czasie decyzją arcybiskupa obrządku ormiańskiego Józefa Teodorowicza otrzymał zadanie reaktywowania Bursy Ormiańskiej we Lwowie przy Zakładzie Naukowym im. dr Józefa Torosiewicza, która stanowiła schronienie dla uczniów tej narodowości, ale również dla Polaków. Zakład był określany przez uczniów jako „imderjot”, a Fleischman zyskał miano „Dyrektora”. W tym miejscu Fleischmann także dbał o wszechstronne wychowanie młodzieży. Był opiekunem i dyrektorem zakładu sierot w Towsiewni pod Lwowem.
Wówczas równolegle pracował zawodowo na stanowisku pierwszego skarbnika i kasjera Banku Polskiego Oddział we Lwowie (BP powołano w połowie kwietnia 1924).

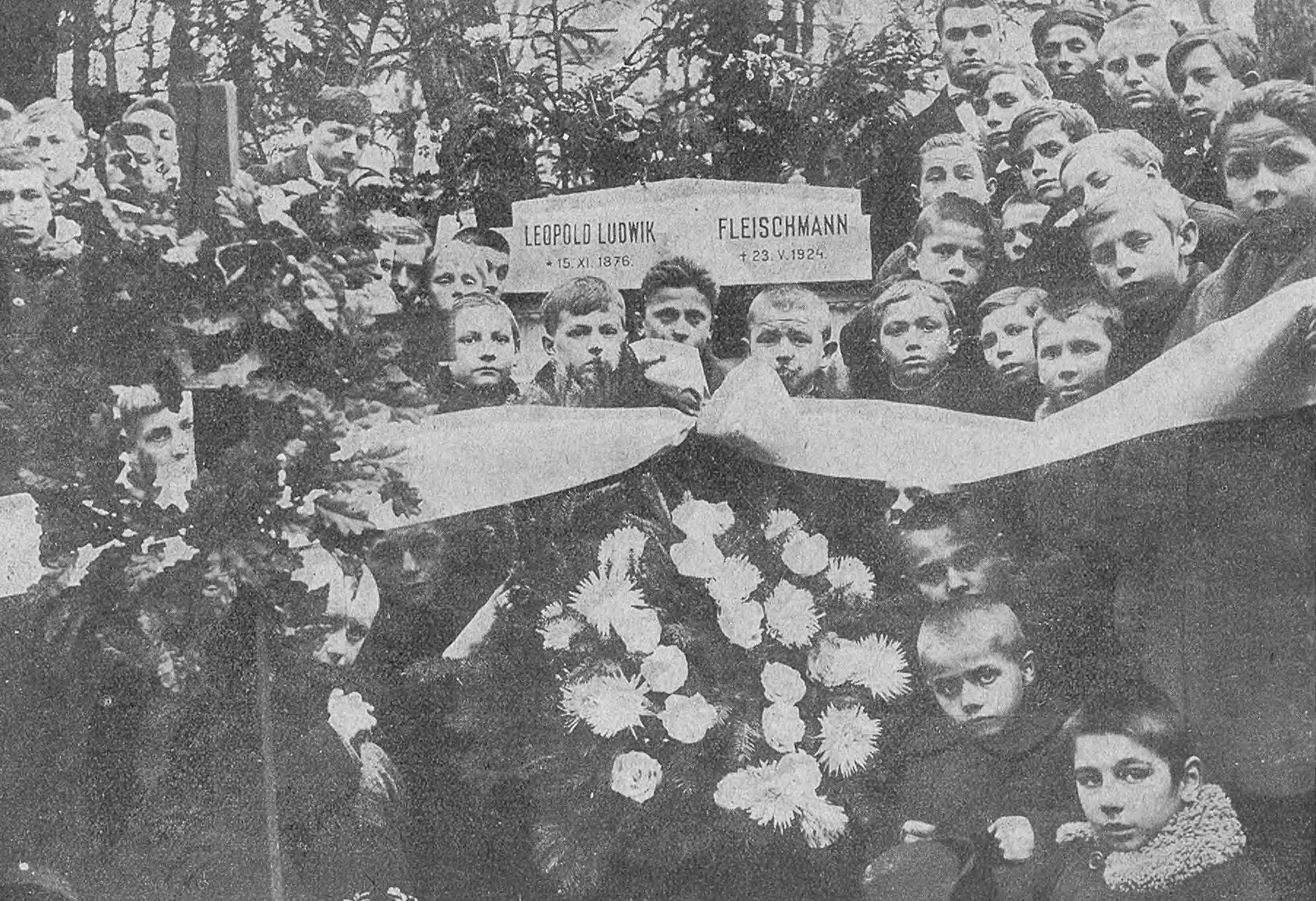
Wychowankowie Ludwika Fleischmanna przy jego poświęconym grobowcu (1924)

Zmarł nagle na atak serca 23 maja 1924 we Lwowie w wieku 48 lat idąc po południu ulicą Rzeźnicką i Jagiellońską z Banku do Zakładu im. Torosiewicza. Jego ciało w habicie członka III Zakonu św. Dominika zostało wystawione w tymże Zakładzie. W niezwykle tłumnym pogrzebie uczestniczyło ok. 300 duchownych różnych obrządków oraz tysiące młodzieży i lwowian. Pochowano go na Cmentarzu Łyczakowskim we Lwowie nieopodal grobu dr. Torosiewicza. Pod koniec 1924  poświęcono tam jego grobowiec. 

## Upamiętnienie

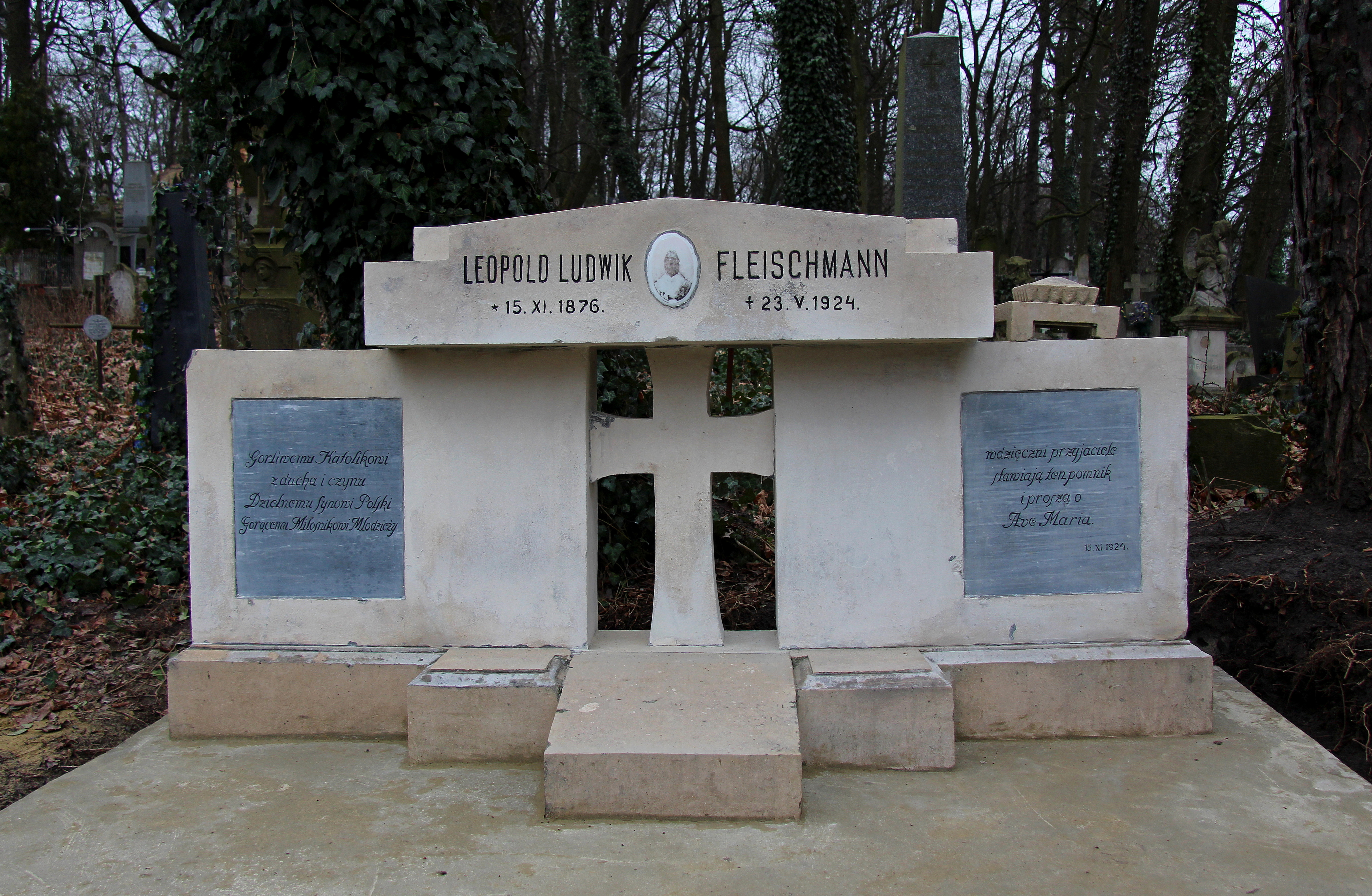
Grobowiec Leopolda Fleischmanna (2020)

Leopold Fleischmann zmarł w opinii świętości (in odore sanctitatis), co zostało stwierdzone przez prowincjała dominikanów, o. Augustyna Peczeka. Podjęto starania o wszczęcie procesu kanonicznego celem przyznania mu tytułu Sługi Bożego, co uniemożliwił wybuch II wojny światowej.
Wkrótce po jego śmierci ufundowano w 1924 tablicę upamiętniającą jego osobę w Zakładzie Naukowym im. dr Józefa Torosiewicza we Lwowie. W dziesiątą rocznicę jego śmierci w 1934 w kościele oo. Dominikanów we Lwowie wmurowano tablicę pamiątkową z białego marmuru.
Od połowy lat 50. pamięć o Fleischmannie kultywowali organizujący się w swoim gronie jego wychowankowie przebywający na emigracji w Londynie (tzw. „Fleischmannowcy”). Z tej grupy wykrystalizowało się powstałe pod koniec 1960 Koło Lwowian w Londynie.
W 1974 staraniem wychowanków Fleischmanna jego nagrobek na Cmentarzu Łyczakowskim został przeniesiony z obszaru ruin na nowe miejsce (pole 19, miejsce 605).
Pułkownik dr Mieczysław Młotek przyrównał działającego we Lwowie Leopolda Fleischmanna do innych wielkich polskich społeczników: żyjącego w Krakowie św. Brata Alberta i warszawianina Janusza Korczaka.